# Renaud Gillet
Pour les autres membres de la famille, voir Famille Gillet.
Renaud Gillet, né le 14 décembre 1913 à Lyon (Rhône) et mort le 16 octobre 2001 à Lonay en Suisse, est un chef d'entreprise français.

## Biographie
Il est le fils de Charles Gillet (1879-1972), industriel.
Il est diplômé de l'École supérieure de chimie industrielle de Lyon.
Il devient directeur et administrateur de Progil et de Rhodiacéta et rentre au conseil d'administration de Rhône-Poulenc au début des années 1960.
En 1963, il est nommé président du conseil d'administration de l'association dirigeant l'École supérieure de commerce de Lyon.
Renaud Gillet devient président-directeur général de la holding familiale Pricel (Progil, Banque Veuve Morin-Pons, etc.) en 1966, puis du groupe Rhône-Poulenc, le premier groupe chimique français, de 1973 à 1979,.
Il fut également administrateur de BSN-Gervais Danone, de l'UCB, de Novacel, de la Compagnie financière de Paris et des Pays-Bas, d'Eurafrance, de la Mutuelle industrielle et de Rhovyl.
Cofondateur avec Antoine Riboud de la Compagnie européenne d'horlogerie. Il reprit Lip avec Antoine Riboud et José Bidegain.
Il siégeait au Conseil national du patronat français.